# Sarah Trigger
Sarah Trigger (Londres, 12 de junio de 1968) es una actriz retirada británica, reconocida por su participación en películas como Bill & Ted's Bogus Journey, Deadfall, Things to Do in Denver When You're Dead, Grand Canyon y Pet Sematary Two.

## Biografía
Trigger inició su carrera a comienzos de la década de 1990, participando principalmente en producciones estadounidenses de cine y televisión. Sus créditos cinematográficos incluyen películas como Bill & Ted's Bogus Journey, Deadfall, Things to Do in Denver When You're Dead, Pet Sematary Two, El Diablo y Grand Canyon. En televisión, registró apariciones en series como Monsters, 21 Jump Street, Chicago Hope y Turks.
Estuvo casada con el actor estadounidense Jon Cryer entre 1999 y 2004. La pareja tuvo un hijo llamado Charlie Austin.

## Filmografía

### Cine y televisión
- 2005 - CSI: Miami
- 1999 - Hefner: Unauthorized
- 1999 - Family Law
- 1999 - ATF
- 1999 - Turks
- 1998 - Brooklyn South
- 1997 - Psycho Sushi
- 1997 - Too Close to Home
- 1996 - EZ Streets
- 1996 - Good Luck
- 1995 - Things to Do in Denver When You're Dead
- 1995 - Destiny Turns on the Radio
- 1995 - Original Sins
- 1995 - Chicago Hope
- 1994 - Don't Do It
- 1994 - A Gift from Heaven
- 1994 - PCU
- 1993 - Deadfall
- 1992 - Pet Sematary Two
- 1992 - Lifestories: Families in Crisis
- 1992 - Final Shot: The Hank Gathers Story
- 1991 - Grand Canyon
- 1991 - Paradise
- 1991 - Bill & Ted's Bogus Journey
- 1991 - Aftermath: A Test of Love
- 1991 - The Last to Go
- 1990 - Kid
- 1990 - El Diablo
- 1990 - Nasty Boys
- 1990 - 21 Jump Street
- 1990 - Screen Two
- 1990 - Monsters